# 볼프람 베르거

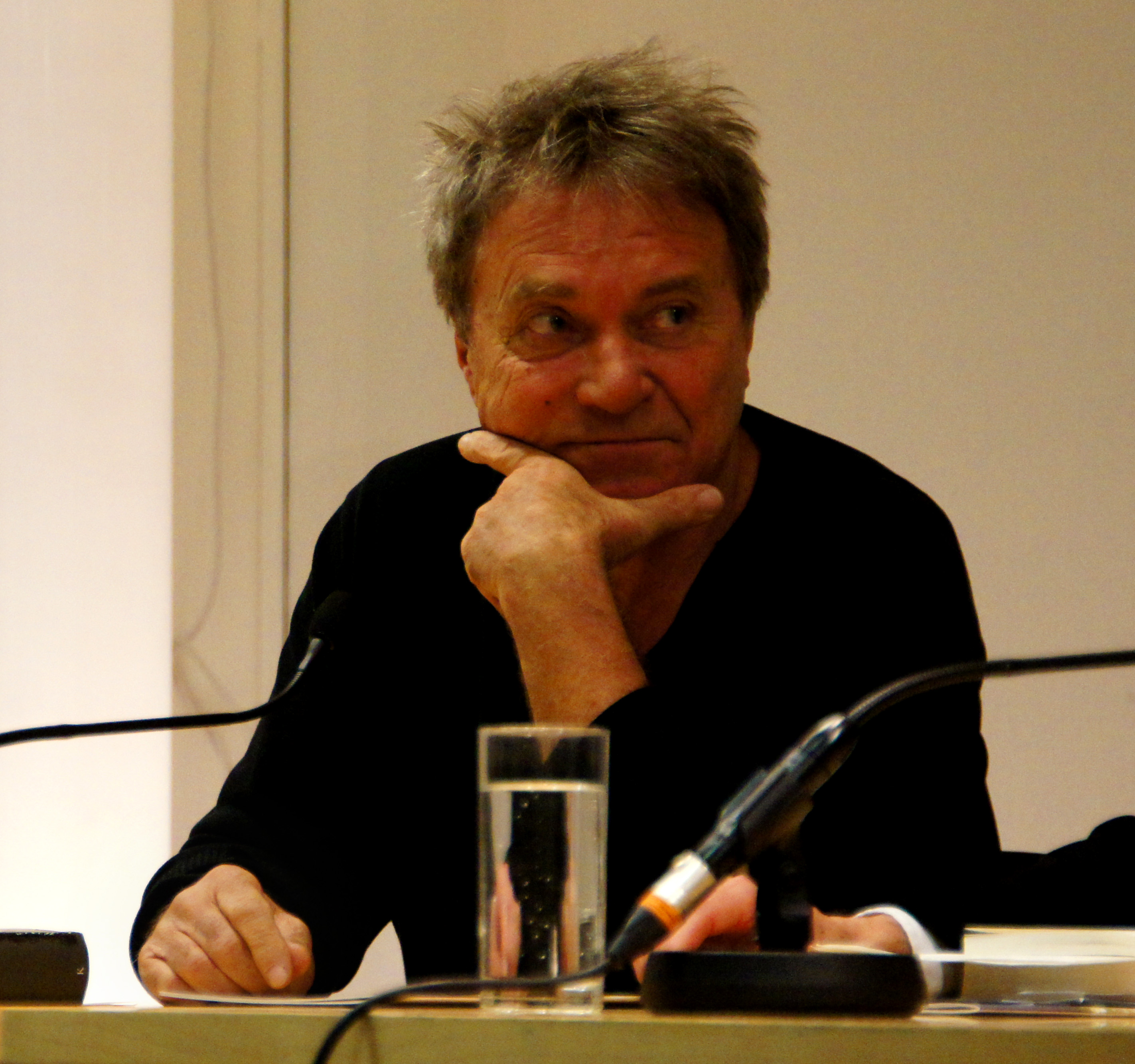

볼프람 베르거(Wolfram Berger, 1945년 10월 12일 ~ )는 오스트리아의 배우이다.
그라츠에서 태어났다.

## 영화
- 에곤 쉴레: 욕망이 그린 그림 (2016년) - 변호사 역
- 라이더 잭 (2015년)
- 니코의 하우스 파티 (2009년)
- 탄두리 러브 (2008년)
- 섹스 앤 이노센트 (2005년)
- 시크릿 러브 (2001년)
- 섹시 리씨 (1997년)
- 쿠바 리브레 (1996년)
- 퀵커 댄 더 아이 (1989년)
- 슈퍼 트릭 (1989년)